# Cis cribrellus
Cis cribrellus es una especie de coleóptero de la familia Ciidae.

## Distribución geográfica
Habita en Nueva Caledonia.